# كولن بينيت
كولن بينيت (بالإنجليزية: Colin Bennett)‏ هو لاعب كرة قدم أسترالي، ولد في 12 يناير 1950 في سيدني في أستراليا. شارك مع منتخب أستراليا لكرة القدم. أما مع النوادي، فقد لعب مع سيدني تايغرز وكوينزلاند ليونز.